# 9gy busz (Budapest)
A budapesti 9-es (gyors 9-es) jelzésű autóbusz a Deák tér és Kőbánya, városközpont között közlekedett. A vonalat a Budapesti Közlekedési Vállalat üzemeltette.

## Története
1970. szeptember 1-jén indult 109-es jelzéssel a Vörösmarty tér és a kőbányai Pataky István (ma Szent László) tér között. 1975. január 2-án a belvárosi végállomása átkerült a Madách térre. 1977. január 3-án az új számjelzések bevezetésével a 9-es jelzést kapta. 1981-ben Kőbánya városközpont építési munkálatainak befejeztével külső végállomása a Zalka Máté tér lett. 1990. augusztus 31-én szűnt meg.

## Megállóhelyei
Az átszállási kapcsolatok között az azonos útvonalon közlekedő 9-es busz nincs feltüntetve!
| 0    | Deák tér végállomás (Madách tér (Tanács körút)) | 5    | Millenniumi Földalatti Vasút 47, 49 1, 2, 4, 4, 6, 6, 9, 15, 16, Repülőtéri Helyközi buszok Távolsági járatok | Millenniumi Földalatti Vasút 1, 1, 2, 4, 4A, 9, 15, 15A, 16 47, 49 |
| 1    | Astoria (Kossuth Lajos utca (Rákóczi út))       | 4    | 1, 7, 7A, 9, 74, 78 47, 49                                                                                    | 1, 1, 7, 7A, 9, 78 47, 49 74                                       |
| 2    | József körút (Harminckettesek tere)             | 3    | 9, 12, 12A, 17, 109 4, 6                                                                                      | 9, 17 4, 6 83                                                      |
| 3    | Könyves Kálmán körút                            | 2    | 9, 17, 55, 55 28, 36 75                                                                                       | 9, 17, 55 28, 36 75                                                |
| 4    | Mázsa tér (Zalka Máté tér)                      | 1    | 9, 17, 32, 32, 51, 62, 62A, 62, 95, 95, 132 13, 28, 36                                                        | 9, 17, 17, 32, 32, 62, 62, 95, 95, 117, 132 13, 28, 36             |
| 5    | Pataky István tér végállomás (1977–1981)        | 0    | 9, 17, 32, 32, 62, 62A, 62, 95, 95, 117, 132, 162, 185 13, 28, 36                                             | 9, 17, 32, 32, 62, 62, 95, 95, 117, 132, 185 13, 28                |
| (+1) | Kőbánya, városközpont végállomás (1981–1990)    | (+1) | Nem érintette                                                                                                 | 9, 17, 17, 32, 32, 62, 62, 95, 95, 117, 132 13, 28, 36             |